# 瑟魯之歌
《瑟魯之歌》是日本女歌手手嶌葵在2006年發表的首張個人單曲作品。

## 概要
此作品亦為同年由吉卜力工作室推行、宮崎吾朗執導的動畫《地海戰記》插入曲。該歌曲作為劇中女主角「瑟魯」在故事中段裡在草原上所吟唱的曲子，而瑟魯的角色配音員同由手嶌葵擔任。
《瑟魯之歌》亦用為《地海戰記》贊助商朝日飲料的產品「三矢蘋果酒」廣告歌。

## 歌詞爭議
2006年日本現代詩詩人荒川洋治在由文藝春秋發行的雜誌《諸君！》11月號刊上，發表了一篇質疑宮崎吾朗在《瑟魯之歌》創作的歌詞內容、與萩原朔太郎的一篇詩集《心》有許多相似點的文章。之後吉卜力的動畫製作人鈴木敏夫則對外回應《瑟魯之歌》的歌詞確實是宮崎吾朗從詩篇《心》所得到的靈感，並對當初在歌曲發表時未對大眾清楚說明創作來源一事感到抱歉。
後續《地海戰記》的影碟發行時，在節尾介紹製作人員的名單段落上；補充了一句「《瑟魯之歌》的歌詞靈感來自於萩原朔太郎的《心》」。

## 收錄專輯
- 地海戰記原聲帶（2006年）
- 地海戰記歌集（2006年）
- 吉卜力工作室歌曲集（2008年）

## 外部連結
- （日語）Oricon公信榜對於《瑟魯之歌》的新聞資料 （页面存档备份，存于）